# تندیس زرین بهترین بازیگر نقش اول زن جشن سینمای ایران
تندیس زرین بهترین بازیگر نقش اول زن جایزه‌ای است که هرساله توسط جشن سینمای ایران به بازیگری که از سوی هیئت داوران به عنوان بهترین بازیگر نقش اول زن شناخته شده‌است، اهدا می‌شود.

## فهرست برندگان
|                | بازیگر            | فیلم                                 |
| -------------- | ----------------- | ------------------------------------ |
| ۱۳۷۶ (دوره ۱)  | گلچهره سجادیه     | سرزمین خورشید                        |
| ۱۳۷۶ (دوره ۱)  | قمر نصیری جوزانی  | مسافر جنوب                           |
| ۱۳۷۶ (دوره ۱)  | فقیهه سلطانی      | معجزه خنده                           |
| ۱۳۷۶ (دوره ۱)  | معصومه شیرماهی    | نامزدی                               |
| ۱۳۷۶ (دوره ۱)  | عذرا اسماعیلی     | نامزدی                               |
| ۱۳۷۷ (دوره ۲)  | عاطفه رضوی        | نجات‌یافتگان                          |
| ۱۳۷۷ (دوره ۲)  | فاطمه معتمدآریا   | زندگی، مرد عوضی                      |
| ۱۳۷۷ (دوره ۲)  | فریماه فرجامی     | ساغر                                 |
| ۱۳۷۷ (دوره ۲)  | مریم کاظمی        | مرد کوچک                             |
| ۱۳۷۷ (دوره ۲)  | مینا لاکانی       | دیدار                                |
| ۱۳۷۸ (دوره ۳)  | نیکی کریمی        | دو زن                                |
| ۱۳۷۸ (دوره ۳)  | آزیتا حاجیان      | روبان قرمز                           |
| ۱۳۷۸ (دوره ۳)  | فاطمه معتمدآریا   | عشق + ۲                              |
| ۱۳۷۸ (دوره ۳)  | هما روستا         | لژیون                                |
| ۱۳۷۸ (دوره ۳)  | فاطمه گودرزی      | تابلویی برای عشق                     |
| ۱۳۷۹ (دوره ۴)  | گلاب آدینه        | زیر پوست شهر                         |
| ۱۳۷۹ (دوره ۴)  | فاطمه معتمدآریا   | عینک دودی                            |
| ۱۳۷۹ (دوره ۴)  | میترا حجار        | متولد ماه مهر                        |
| ۱۳۷۹ (دوره ۴)  | نیکی کریمی        | نسل سوخته                            |
| ۱۳۷۹ (دوره ۴)  | هدیه تهرانی       | شوکران                               |
| ۱۳۸۰ (دوره ۵)  | لیلا حاتمی        | آب و آتش                             |
| ۱۳۸۰ (دوره ۵)  | نیکی کریمی        | نیمه پنهان                           |
| ۱۳۸۰ (دوره ۵)  | مژده شمسایی       | سگ‌کشی                                |
| ۱۳۸۰ (دوره ۵)  | آزیتا حاجیان      | موج مرده                             |
| ۱۳۸۰ (دوره ۵)  | فرشته صدرعرفایی   | دایره                                |
| ۱۳۸۱ (دوره ۶)  | رویا تیموریان     | زندان زنان                           |
| ۱۳۸۱ (دوره ۶)  | لیلا حاتمی        | ارتفاع پست                           |
| ۱۳۸۱ (دوره ۶)  | فاطمه معتمدآریا   | دختر شیرینی‌فروش                      |
| ۱۳۸۱ (دوره ۶)  | کتایون ریاحی      | شام آخر                              |
| ۱۳۸۱ (دوره ۶)  | رویا نونهالی      | زندان زنان                           |
| ۱۳۸۲ (دوره ۷)  | هانیه توسلی       | شب‌های روشن                           |
| ۱۳۸۲ (دوره ۷)  | کتایون ریاحی      | این زن حرف نمی‌زند                    |
| ۱۳۸۲ (دوره ۷)  | فریبا کامران      | فرش باد                              |
| ۱۳۸۲ (دوره ۷)  | نیکی کریمی        | واکنش پنجم                           |
| ۱۳۸۲ (دوره ۷)  | مریم پالیزبان     | نفس عمیق                             |
| ۱۳۸۳ (دوره ۸)  | گلشیفته فراهانی   | اشک سرما                             |
| ۱۳۸۳ (دوره ۸)  | گلشیفته فراهانی   | بوتیک                                |
| ۱۳۸۳ (دوره ۸)  | فاطمه معتمدآریا   | روایت سه‌گانه (اپیزود سوم، ننه‌گیلانه) |
| ۱۳۸۳ (دوره ۸)  | ترانه علیدوستی    | شهر زیبا                             |
| ۱۳۸۳ (دوره ۸)  | گلاب آدینه        | مهمان مامان                          |
| ۱۳۸۴ (دوره ۹)  | فرشته صدرعرفایی   | کافه ترانزیت                         |
| ۱۳۸۴ (دوره ۹)  | مریلا زارعی       | زن زیادی                             |
| ۱۳۸۴ (دوره ۹)  | فاطمه معتمدآریا   | گیلانه                               |
| ۱۳۸۴ (دوره ۹)  | آهو خردمند        | ما همه خوبیم                         |
| ۱۳۸۴ (دوره ۹)  | رویا نونهالی      | ماهی‌ها عاشق می‌شوند                   |
| ۱۳۸۵ (دوره ۱۰) | هدیه تهرانی       | چهارشنبه‌سوری                         |
| ۱۳۸۵ (دوره ۱۰) | گلشیفته فراهانی   | میم مثل مادر                         |
| ۱۳۸۵ (دوره ۱۰) | رویا نونهالی      | عصر جمعه                             |
| ۱۳۸۵ (دوره ۱۰) | گلاب آدینه        | وقتی همه خواب بودند                  |
| ۱۳۸۵ (دوره ۱۰) | رویا تیموریان     | کافه ستاره                           |
| ۱۳۸۶ (دوره ۱۱) | باران کوثری       | خون‌بازی                              |
| ۱۳۸۶ (دوره ۱۱) | یکتا ناصر         | روز برمی‌آید                          |
| ۱۳۸۶ (دوره ۱۱) | نیکی کریمی        | ستاره است                            |
| ۱۳۸۶ (دوره ۱۱) | مریلا زارعی       | دست‌های خالی                          |
| ۱۳۸۶ (دوره ۱۱) | باران کوثری       | روز سوم                              |
| ۱۳۸۷ (دوره ۱۲) | گوهر خیراندیش     | دعوت                                 |
| ۱۳۸۷ (دوره ۱۲) | دارین حمزه        | کتاب قانون                           |
| ۱۳۸۷ (دوره ۱۲) | مریلا زارعی       | دعوت                                 |
| ۱۳۸۷ (دوره ۱۲) | الناز شاکردوست    | در میان ابرها                        |
| ۱۳۸۷ (دوره ۱۲) | فاطمه معتمدآریا   | صد سال به این سال‌ها                  |
| ۱۳۸۸ (دوره ۱۳) | جایزه‌ای اهدا نشد. | جایزه‌ای اهدا نشد.                    |
| ۱۳۸۹ (دوره ۱۴) | نگار جواهریان     | طلا و مس                             |
| ۱۳۸۹ (دوره ۱۴) | لیلا حاتمی        | پرسه در مه                           |
| ۱۳۸۹ (دوره ۱۴) | گلشیفته فراهانی   | درباره الی                           |
| ۱۳۸۹ (دوره ۱۴) | هانیه توسلی       | عصر روز دهم                          |
| ۱۳۸۹ (دوره ۱۴) | هدیه تهرانی       | هفت دقیقه تا پاییز                   |
| ۱۳۹۰ (دوره ۱۵) | فاطمه معتمدآریا   | اینجا بدون من                        |
| ۱۳۹۰ (دوره ۱۵) | ساره بیات         | جدایی نادر از سیمین                  |
| ۱۳۹۰ (دوره ۱۵) | لادن مستوفی       | گل‌چهره                               |
| ۱۳۹۰ (دوره ۱۵) | ویشکا آسایش       | ورود آقایان ممنوع                    |
| ۱۳۹۰ (دوره ۱۵) | غزل شاکری         | آینه‌های روبرو                        |
| ۱۳۹۳ (دوره ۱۶) | هنگامه قاضیانی    | روزهای زندگی                         |
| ۱۳۹۳ (دوره ۱۶) | نگار جواهریان     | حوض نقاشی                            |
| ۱۳۹۳ (دوره ۱۶) | لیلا حاتمی        | پله آخر                              |
| ۱۳۹۳ (دوره ۱۶) | ترانه علیدوستی    | زندگی با چشمان بسته                  |
| ۱۳۹۳ (دوره ۱۶) | شیرین یزدان‌بخش    | بوسیدن روی ماه                       |
| ۱۳۹۴ (دوره ۱۷) | مریلا زارعی       | شیار ۱۴۳                             |
| ۱۳۹۴ (دوره ۱۷) | پانته‌آ بهرام      | بیگانه                               |
| ۱۳۹۴ (دوره ۱۷) | ترانه علیدوستی    | استراحت مطلق                         |
| ۱۳۹۴ (دوره ۱۷) | رویا نونهالی      | تراژدی                               |
| ۱۳۹۴ (دوره ۱۷) | مهتاب کرامتی      | عصر یخبندان                          |
| ۱۳۹۵ (دوره ۱۸) | باران کوثری       | کوچه بی‌نام                           |
| ۱۳۹۵ (دوره ۱۸) | سحر احمدپور       | چهارشنبه ۱۹ اردیبهشت                 |
| ۱۳۹۵ (دوره ۱۸) | ساره بیات         | ناهید                                |
| ۱۳۹۵ (دوره ۱۸) | نگار جواهریان     | قندون جهیزیه                         |
| ۱۳۹۵ (دوره ۱۸) | باران کوثری       | جامه‌دران                             |
| ۱۳۹۶ (دوره ۱۹) | لیلا حاتمی        | رگ خواب                              |
| ۱۳۹۶ (دوره ۱۹) | ترانه علیدوستی    | فروشنده                              |
| ۱۳۹۶ (دوره ۱۹) | پردیس احمدیه      | لاک قرمز                             |
| ۱۳۹۶ (دوره ۱۹) | پانته‌آ پناهی‌ها    | نفس                                  |
| ۱۳۹۶ (دوره ۱۹) | رؤیا نونهالی      | نیمه شب اتفاق افتاد                  |
| ۱۳۹۷ (دوره ۲۰) | غزل شاکری         | سارا و آیدا                          |
| ۱۳۹۷ (دوره ۲۰) | محدثه حیرت        | خانه                                 |
| ۱۳۹۷ (دوره ۲۰) | شبنم مقدمی        | خجالت نکش                            |
| ۱۳۹۷ (دوره ۲۰) | الناز شاکردوست    | خفه‌گی                                |
| ۱۳۹۷ (دوره ۲۰) | فرشته حسینی       | رفتن                                 |
| ۱۳۹۷ (دوره ۲۰) | زهرا داوودنژاد    | شماره ۱۷ سهیلا                       |
| ۱۳۹۸ (دوره ۲۱) | سارا بهرامی       | دارکوب                               |
| ۱۳۹۸ (دوره ۲۱) | باران کوثری       | عرق سرد                              |
| ۱۳۹۸ (دوره ۲۱) | الهام کردا        | به دنیا آمدن                         |
| ۱۳۹۸ (دوره ۲۱) | الناز شاکردوست    | شبی که ماه کامل شد                   |
| ۱۳۹۸ (دوره ۲۱) | شیرین یزدان بخش   | آشغال‌های دوست داشتنی                 |
| ۱۳۹۸ (دوره ۲۱) | مرجان اتفاقیان    | مغزهای کوچک زنگ زده                  |